# ضمیر کابلوف

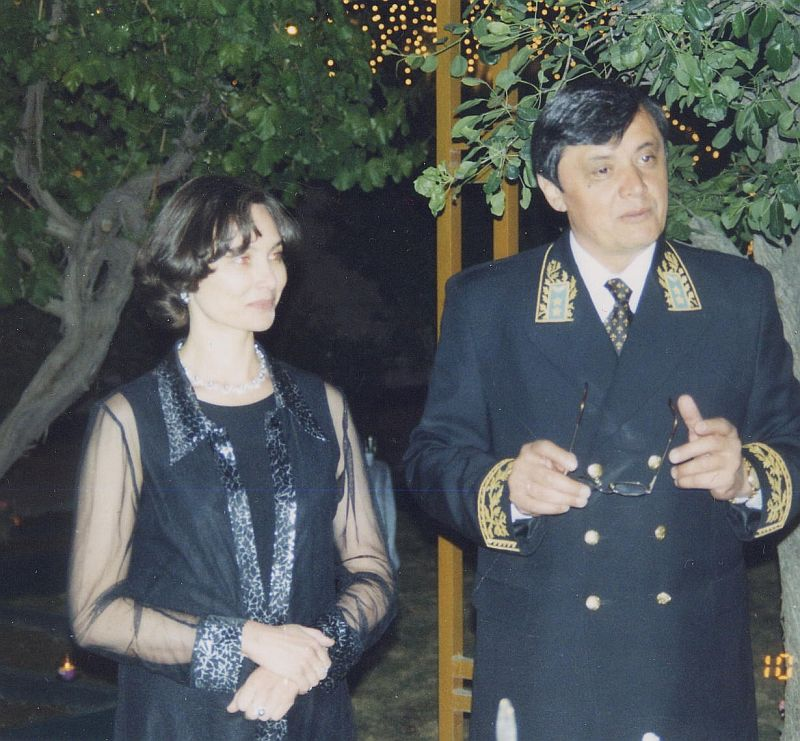
کابلوف در کابل

ضمیر نبی‌ویچ کابلوف، (به روسی: Замир Кабулов) متولد (۲۲ ژوئن ۱۹۵۴)، سفیر فوق‌العاده فدراسیون روسیه در افغانستان در سال‌های ۲۰۰۴ تا ۲۰۰۹ بود.

## زندگی‌نامه
در سال ۱۹۷۷، از پژوهشکده دولتی روابط بین‌المللی مسکو – وزارت خارجه اتحاد جماهیر شوروی فارغ تحصیل شد. او به زبان‌های فارسی و انگلیسی تسلط دارد.
از ۱۹۷۷، در دستگاه دیپلماسی وزارت امور خارجه اتحاد جماهیر شوروی سوسیالیستی و وزارت امور خارجه روسیه شروع به کار کرد.
- ۱۹۷۹ - ۱۹۸۳ - کار در اتحاد جماهیر شوروی سفارت در ایران.
- ۱۹۸۳ - ۱۹۸۷ - دبیر دوم سفارت اتحاد جماهیر شوروی شوروی در افغانستان (کابل).
- ۱۹۸۷ - ۱۹۹۱ - در دفتر مرکزی وزارت امور خارجه و آکادمی دیپلماتیک کار می‌کرد.
- ۱۹۹۱ - ۱۹۹۲ - مشاور سفارت در افغانستان، سپس سفارت در پاکستان.
- در سال ۱۹۹۵، او در مذاکرات با طالبان برای آزادی خدمه ایل -۷۶ روسی که در قندهار دستگیر شد، شرکت کرد.
- در اواخر دهه ۱۹۹۰ ، وی چندین سال به عنوان مشاور ارشد سیاسی مأموریت سازمان ملل در افغانستان کار کرد.
- ۱۹۹۸ - ۲۰۰۴ - معاون اداره سوم آسیا از وزارت خارجه روسیه، نماینده ویژه وزیر امور خارجه در مذاکرات در مورد بن در مورد افغانستان.
- ۱۷ فوریه ۲۰۰۴ - ۲۱ سپتامبر ۲۰۰۹ - سفیر فوق‌العاده و تام‌الاختیار فدراسیون روسیه در دولت اسلامی انتقالی افغانستان.[۱]
- از سال ۲۰۱۰ - مدیر بخش دوم آسیا از وزارت خارجه روسیه.
- از ۲۲ مارس ۲۰۱۱ - نماینده ویژه رئیس‌جمهور فدراسیون روسیه در افغانستان.[۲]

## جوایز
- سفارش از الکساندر نوسکی (۳۰ مارس، ۲۰۲۰) - برای یک سهم بزرگ به اجرای سیاست خارجی فدراسیون روسیه و سال‌های بسیاری از سرویس‌های دیپلماتیک وجدان[۳]
- سفارش افتخار
- سفارش برای شجاعت شخصی[۲]
- سفارش دوستی (۲ اکتبر ۲۰۰۳) "برای کمک بزرگی به توسعه و اجرای دوره سیاست خارجی فدراسیون روسیه".[۴]
- گواهی افتخار رئیس‌جمهور فدراسیون روسیه (۲۵ سپتامبر ۲۰۱۴) - برای سهم قابل توجه در اجرای سیاست خارجی فدراسیون روسیه و سالها کار وظیفه‌شناسی[۵]

## درجه دیپلماتیک
- سفیر فوق‌العاده و کامل کلاس ۲ (۱۰ فبروی 2004)[۶]
- سفیر فوق‌العاده و کامل کلاس اول (۲۸ جون 2006)[۷]
- سفیر فوق‌العاده و تام‌الاختیار (۱۲ جون 2010)[۸]

## پیوندها
- متجاوزان بالقوه // مجله Vlast شماره ۲8 (781) به تاریخ ۲۱ ژوئیه ۲۰۰۸.
- بیوگرافی در وب سایت nasledie.ru[پیوند مرده]الگو:Недоступная ссылка